# 馬馬尼雷山
14°29′15″S 70°51′17″W / 14.48750°S 70.85472°W
馬馬尼雷山（Mamaniri），是秘魯的山峰，位於該國南部普諾大區，由梅爾加省和聖羅薩區負責管轄，屬於拉亞山脈的一部分，海拔高度5,077米。